# 卡拉科爾 (南馬托格羅索州)
22°00′50″S 57°01′26″W / 22.01389°S 57.02389°W

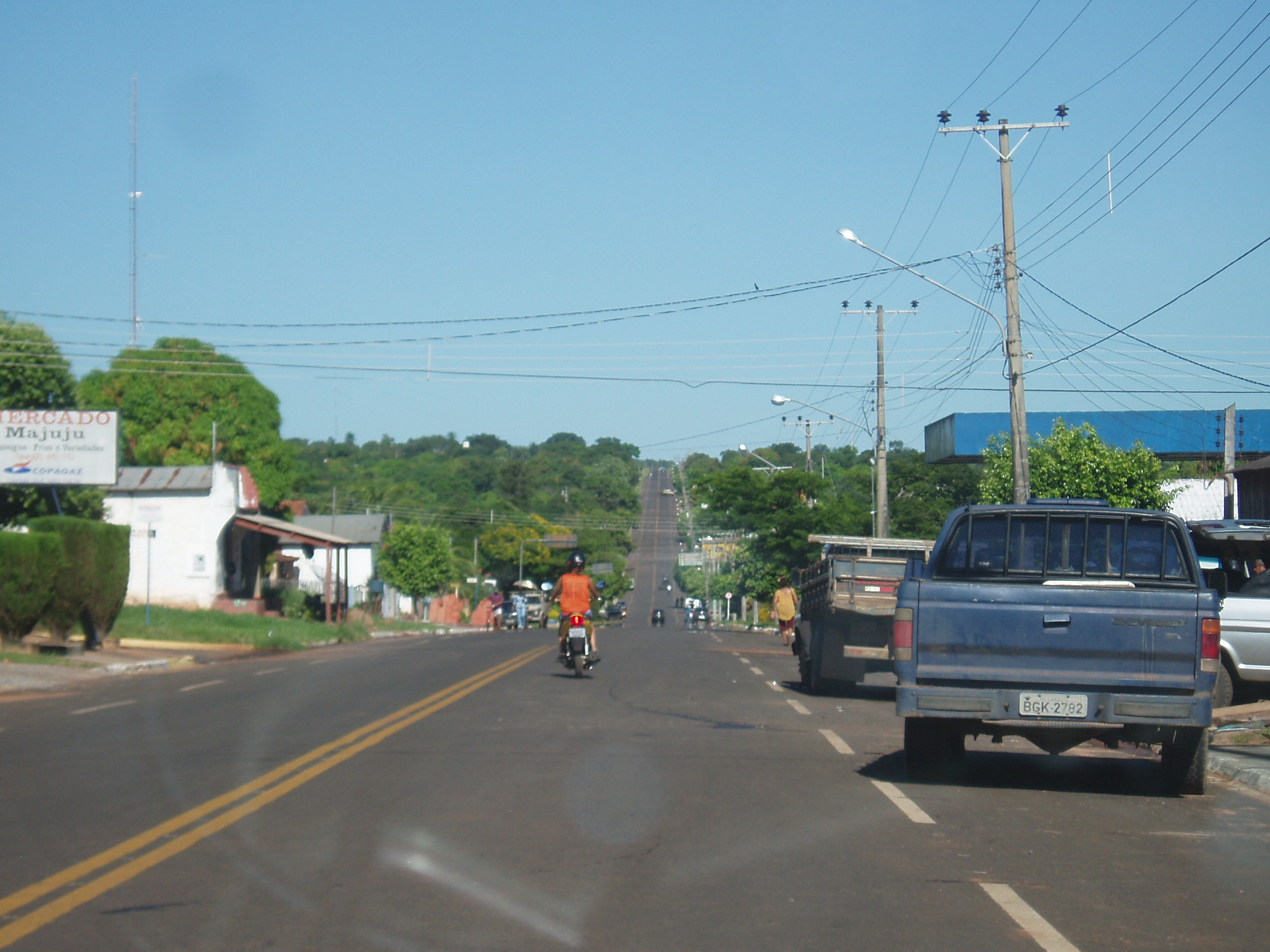
卡拉科爾

卡拉科爾（葡萄牙語：Caracol），是巴西的城鎮，位於該國西部，由南馬托格羅索州負責管轄，始建於1884年5月1日，面積2,939平方公里，海拔高度212米，2011年人口5,460，人口密度每平方公里1.86人。